# Craterul Lawn Hill

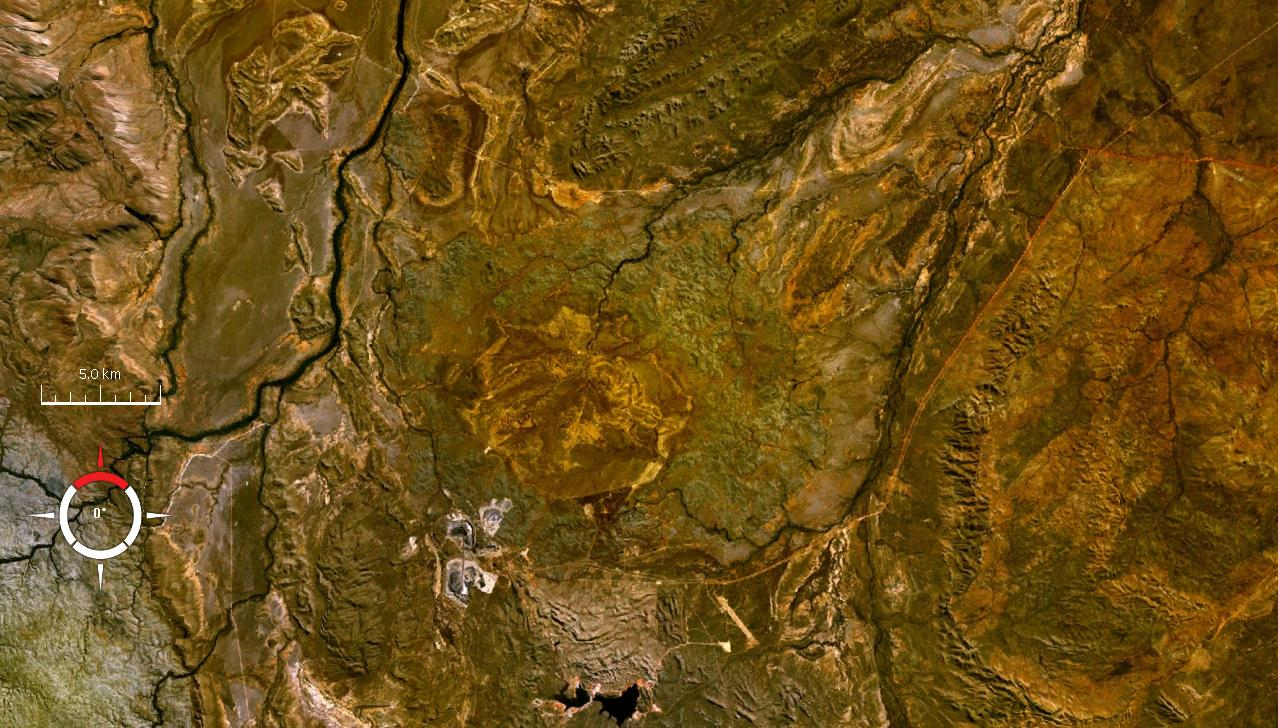
Imagine Landsat a Craterului Lawn Hill.

Lawn Hill este un crater de impact meteoritic situat în Queensland, Australia.

## Date generale
Acesta are un diametru de aproximativ 18 kilometri și are vârsta estimată la 509 - 506 milioane de ani (Mijlocul Cambrianului).